# Prinsessan Hedvig Sofia (1686)
För andra artiklar med titeln Prinsessan Sofia, se Prinsessan Sofia (olika betydelser).
Prinsessan Hedvig Sofia, officiellt HM Skepp Prinsessan Hedvig Sofia, var ett örlogsskepp i svenska Kungliga flottan. Fartyget byggdes på Kalmar amiralitetsvarv under ledning av skeppsbyggmästare Gunnar Roth och sjösattes den 19 maj 1686. Bestyckningen omfattade 70 kanoner av olika storlekar, uppställda på två batteridäck.
I samband med att amiralsskeppet Konung Karl byggdes 1694 döptes fartyget om till Carlskrona. Hon deltog med detta namn i flera av flottans operationer under Stora nordiska kriget, däribland landstigningen vid Humleæk 1700, slaget vid Köge bukt 1710 och slaget vid Rügen 1715, samt ingick i den förenade svenska flottan 1720. Året efter blev hon blockskepp i Karlskronas inlopp. Carlskrona ströks formellt ur flottans rullor 1726. Fyra år senare sänktes hon som fundament utanför Karlskrona.